# Bande R (biologie)
Pour les articles homonymes, voir Bande R.
 (mars 2017).
Si vous disposez d'ouvrages ou d'articles de référence ou si vous connaissez des sites web de qualité traitant du thème abordé ici, merci de compléter l'article en donnant les références utiles à sa vérifiabilité et en les liant à la section « Notes et références ».
Les bandes R sont les bandes obtenues après dénaturation thermique ménagée (85°) puis coloration des chromosomes au giemsa. Elles sont riches en bases G et C. Elles contiennent de nombreux gènes, leur chromatine est peu condensée, leur condensation est tardive en prophase et la réplication de ces bandes a lieu très tôt en phase S. Ces bandes sont riches en répétitions SINE (type ALU) et pauvres en répétitions LINE.